# James (banda)
James es una banda de rock alternativo de Mánchester, Inglaterra, formada en 1982. Después de trabajar en los años 1980, llegaron a convertirse en una banda conocida en los 90, con el lanzamiento de una serie de sencillos de éxito, incluyendo "Say Something", "Sit Down", "Laid" y "Come Home". Después de la marcha de su cantante Tim Booth en 2001, el grupo quedó inactivo, pero se reunió en 2007, publicando posteriormente más de 7 discos.

## Historia

### Los años 1980
James se formó en 1981 en Whalley Range, Manchester, cuando Paul Gilberston, inspirado por los grupos post-punk de la época, convenció a su mejor amigo Jim Glennie para que se comprase un bajo e hiciese un grupo con él. Ensayando regularmente en la habitación de Glennie con otros músicos que estuviesen disponibles, su composición se hizo sólida con la incorporación de Gavan Whelan en la batería, cuyo sonido, frenético, variable y casi tribal dio a su música un perfil diferencial de los estilos de guitarra y bajo ásperos de Gilberston y Glennie. Dieron una serie de conciertos bajo los nombres de Venereal y The Disasters y, más tarde, Volume Distorsion (firmando con las iniciales), antes de llamarse Model Team International, posteriormente acortado a Model Team.
En esa época tocaban mayoritariamente improvisaciones, haciendo de teloneros de The Fall en uno de sus primeros conciertos. Vocalistas y otros músicos pasaron rápidamente por su formación, hasta que el grupo encontró a Tim Booth. Fascinado por el salvaje estilo de baile mevleví de Booth, Gilberston le invitó a la cabaña del grupo en Withington para unirse a éste como bailarín. Tras aceptar la invitación, Booth fue rápidamente propuesto tanto para cantante como para compositor.
En noviembre de 1988, el baterista Whelan se vio envuelto en una pelea en el escenario con Booth, y le pidió que abandonara la banda. Fue reemplazado por David Baynton-Power unos meses más tarde. Durante el año siguiente James amplió su alineación y paleta de sonidos mediante la contratación de tres nuevos miembros: el guitarrista, violinista y percusionista Saul Davies, el teclista Mark Hunter y el trompetista / percusionista Andy Diagram. Esta nueva alineación entró en el estudio para grabar el tercer álbum de James.
Los singles "Sit Down" y "Come Home" se convirtieron en éxitos fuertes en las listas independientes. El álbum Gold Mother inicialmente iba a ser publicado por Rough Trade pero el dueño, Geoff Travis, creyó que James sólo podía llegar a un público de 20.000 a 30.000. La banda creía que tenía más potencial que esto y compró los derechos para el álbum de Rough Trade. Una gira de invierno con éxito en 1989 atrajo un acuerdo con Fontana Records, y la banda puso fin a una década difícil con una nota optimista.
Gold Mother fue lanzado en junio de 1990, al igual que el movimiento 'Madchester', con su ola de bandas populares indie con sede en Mánchester, se centró la atención del público sobre James y les ganó el reconocimiento general. Los singles "How was it for you?", el remix de "Come Home" y "Lose Control" llegaron Top 40, y el nuevo éxito de la banda se reafirmó cuando tocaron dos conciertos con entradas agotadas en el Manchester G-Mex a finales de año. En marzo de 1991, la popularidad de "Sit Down" llevó a una versión regrabada siendo lanzado como sencillo, alcanzando el número 2 en la lista de singles del Reino Unido, y Gold Mother fue re-lanzado para incluir "Sit Down" y "Lose Control". El álbum vendió diez veces más copias que Travis predijo originalmente.
Los miembros de la banda pasaron el resto del año grabando su siguiente álbum, Seven, que fue lanzado en febrero de 1992. Alcanzó el número 2 en las listas británicas (su primer sencillo, "Sound", había seguido "Sit Down" en el top 10 unos meses antes) y la banda ganó cierto reconocimiento en los EE. UU. cuando se embarcó en su primera gira por aquel país. Las actividades de la banda culminó en un concierto ante 30.000 personas en el parque temático Alton Towers en julio, transmitido en vivo por la BBC Radio 1, y después del cual Andy Diagram dejó el grupo.

## Discografía
- Stutter (1986)
- Strip-mine (1988)
- Gold Mother (1990)
- James (re-lanzamiento en 1991 de Gold Mother)
- Seven (1992)
- Laid (1993)
- Wah Wah (1994)
- Whiplash (1997)
- Millionaires (1999)
- Pleased to Meet You (2001)
- Hey Ma (2008)
- The Night Before (2010)
- The Morning After (2010)
- Le Petit Mort (2014)
- Girl At The End Of The World (2016)
- Living in extraordinary times (2018)
- All the Colours of You (2021)
- Be Opened by the Wonderful (2023)